# Canal Mar Blanco-Báltico
El canal mar Blanco-Báltico (del ruso: Беломо́рско-Балти́йский кана́л ‘Belomorsko-Baltíyskiy kanal’) (BBK) une el mar Blanco con el Báltico cerca de San Petersburgo. Destinado al transporte fluvial. Su nombre original era Belomorsko-Baltíyskiy kanal ímeni Stálina, «Canal del mar Blanco-mar Báltico en el nombre de Stalin» y se lo conoce por la abreviación Belomorkanal. Fue construido por prisioneros del GULAG, su realización costó la vida, según V. N. Zemskov, a 10.933 personas.

## Trayecto

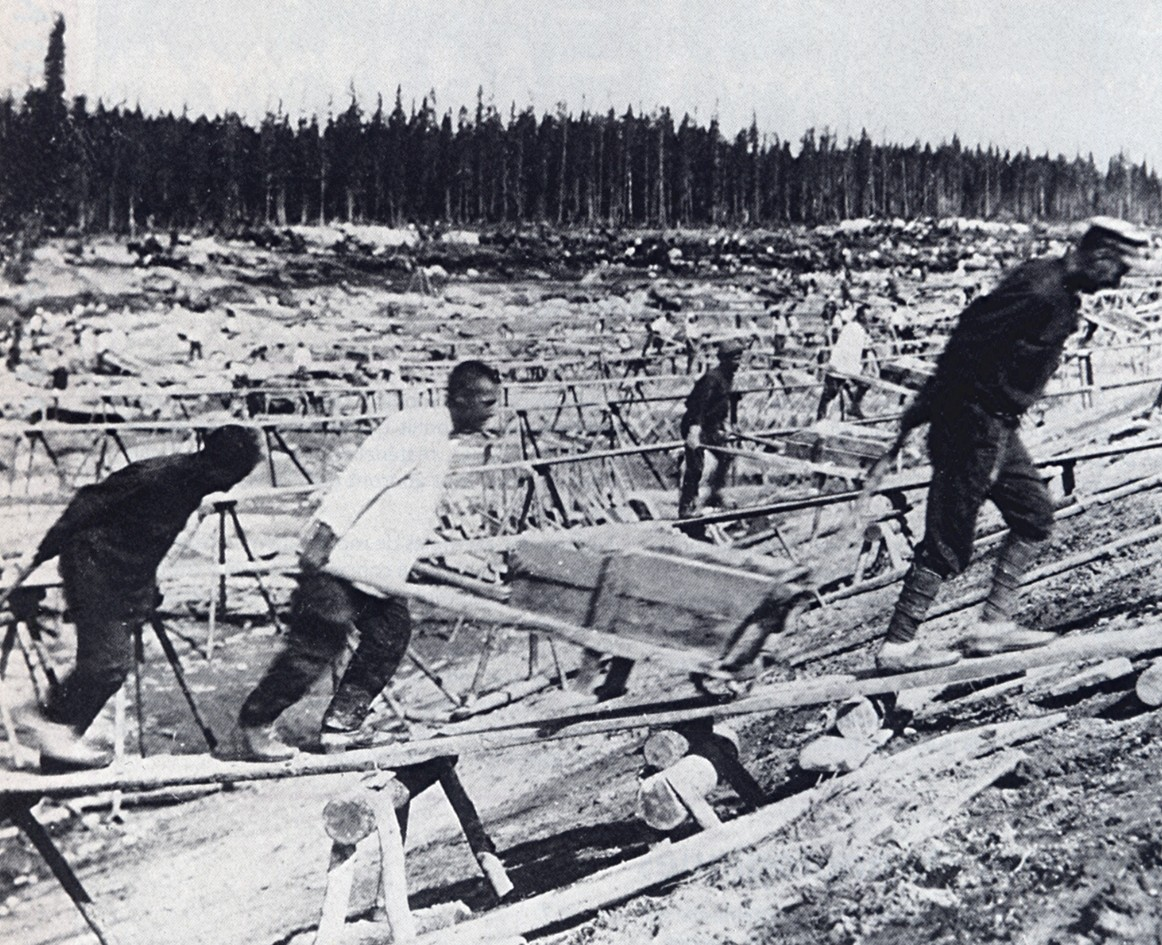
Prisioneros del GULAG excavando el canal en 1932

El canal discurre a lo largo de varios ríos y dos lagos: el Onega y el Vygózero. La ruta creada con el canal también cursa el río Nevá y el lago Ládoga. La longitud es de 227 km. Su utilidad económica es limitada debido a la escasa profundidad (unos cuatro metros) que impide que los barcos de gran calado puedan utilizarlo. Aunque tampoco la tuvo en su momento puesto que el bajo calado no permitía el paso de grandes mercantes ni de navíos de guerra por él. Con lo que el gran puerto ruso del Ártico, Arcángel, no se podía conectar con el mar Báltico, como era el objetivo. Por su latitud extrema, de octubre a mayo permanece cerrado por el congelamiento de sus aguas.

## Construcción
La construcción se inició en 1931 y duró 20 meses, prácticamente sin medios mecanizados, siendo dirigida por Naftaly Frenkel. Para aumentar la mano de obra, se trajeron prisioneros del campo de trabajos forzados de las islas Solovetsky, en el mar Blanco.
La Unión Soviética presentó el canal como un gran éxito del primer plan quinquenal.
Los soviéticos retrataron el proyecto como una prueba de la eficiencia del Gulag. De hecho, constituyó el primer proyecto importante hecho con mano de obra de los campos de trabajo del Gulag. Se calcula que trabajaron en ella 100 000 detenidos, muchos de los cuales murieron en esas circunstancias. Esta obra tenía el objetivo de "reeducar a los criminales a través de trabajos correctivos". Carteles de propaganda agitprop eran usados para motivar los prisioneros durante la construcción. Afirmaban "¡Soldado del ejército del canal! ¡El calor de tu trabajo derretirá tu pena de prisión!". 
Una visita cuidadosamente preparada en agosto de 1933 al recién inaugurado canal escondió lo peor de la brutalidad a un grupo de 120 escritores y artistas, la llamada "Brigada de los Escritores". A finales de 1934, estos publicaron El canal Mar Blanco-Báltico de Stalin, un texto de 600 páginas lleno de alabanzas a la obra, el cual dirigió Máximo Gorki e incluyó textos de Alekséi Nikoláyevich Tolstói, Vera Inber, Valentín Katáyev, Mijaíl Zóschenko y Víktor Shklovski, así como fotos de Aleksandr Ródchenko.
Entre los muchos prisioneros célebres que fueron obligados a participar en los trabajos forzados de la construcción del canal se encontraban Mijaíl Bajtín, Varlam Shalámov y Pável Florenski.